# کوثا
کوثا، کوثاه (به سومری: گودوآ، با نام امروزی تل ابراهیم) سایتی باستانی در استان بابل عراق است. کاوش‌های باستان‌شناسان نشان داده که این شهر متعلق به دورهٔ بابلی نو می‌باشد. از نام کوثا در منابع مختلف تاریخی یاد شده‌است.
نخستین باستان‌شناسی که به کاوش این سایت پرداخت جرج راولینسون بود. او آجری متعلق به دورهٔ بخت‌نصر که مربوط به امپراتوری بابل نو بوده‌است یافت که در آن از نام کوثا یاد شده بود. بعدها این سایت توسط جرج اسمیت و ادگار جیمز بنکس نیز مورد کاوش قرار گرفت. تل ابراهیم پیش از آن توسط هرمز رسام در سال ۱۸۸۱ به مدت چهار هفته حفاری شده بود که چیزهای زیادی جز چند کاسهٔ منقوش و لوح پیدا نشده بود.